# Anarhichas
Anarhichas är ett släkte av fiskar som beskrevs av Carl von Linné 1758. Anarhichas ingår i familjen havskattsfiskar.
Kladogram enligt Catalogue of Life och Dyntaxa:
|  | blå havskatt        |
|  |                     |
|  | havskatt            |
|  |                     |
|  | fläckig havskatt    |
|  |                     |
|  | stillahavs-havskatt |
|  |                     |

|  | Anarrhichthys ocellatus |
|  |                         |

|  | blå havskatt        |
|  |                     |
|  | havskatt            |
|  |                     |
|  | fläckig havskatt    |
|  |                     |
|  | stillahavs-havskatt |
|  |                     |

|  | Anarrhichthys ocellatus |
|  |                         |